# 维耶尔普拉
维耶尔普拉（法語：Vielprat，法語發音：[vjɛlpʁa]）是法国上卢瓦尔省的一个市镇，属于勒皮区。 

## 地理
维耶尔普拉（44°51'16"N, 3°57'14"E）面积7.24 平方千米，位于法国奥弗涅-罗讷-阿尔卑斯大区上盧瓦爾省，该省份为法国中南部省份，北起多姆山省和卢瓦尔省，西接康塔爾省，南至洛泽尔省，东临阿尔代什省。
与维耶尔普拉接壤的市镇（或旧市镇、城区）包括：阿尔朗德、拉法尔、圣阿尔孔德巴尔日、萨莱特。

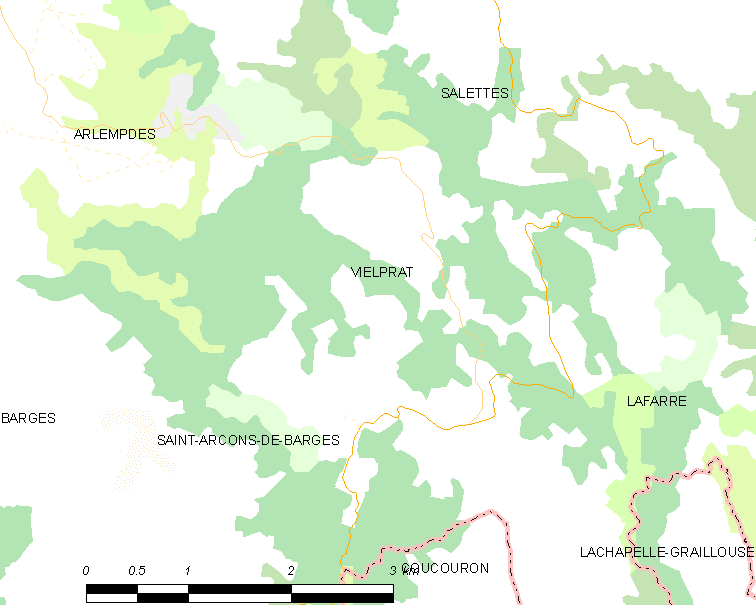
维耶尔普拉的OSM定位图

维耶尔普拉的时区为UTC+01:00、UTC+02:00（夏令时）。

## 行政
维耶尔普拉的邮政编码为43490，INSEE市镇编码为43263。

## 政治
维耶尔普拉所属的省级选区为火山沃莱县。

## 人口

1962-2008年间维耶尔普拉人口变化图示

维耶尔普拉于2022年1月1日时的人口数量为67人。